# Cầu Gia - Thiệu
Cầu Gia Thiệu (嘉绍大桥) là một cây cầu dây văng 6 trụ cáp bắc qua vịnh Hàng Châu, Trung Quốc. Cầu này được khởi công ngày 14/12/2008 và dự kiến thông xe vào cuối tháng 6 năm 2013, sau hơn 5 năm xây dựng.
Tên gọi cầu rút gọn từ tên địa phương Gia Hưng và Thiệu Hưng hai đầu cầu. Phía bắc cầu khởi đầu từ Hải Ninh (Gia Hưng và phía nam giáp với Thượng Ngu (Thiệu Hưng).
Cầu Gia Thiệu nối thành phố Ôn Châu tỉnh Chiết Giang và thành phố Thượng Hải. Trụ cáp của cầu cao 227m, phần vượt biển của cây cầu dài 10 km, phần thân cầu rộng 40,5m, gồm 6 làn xe chạy, tốc độ tối thiểu quy định là 100 km/h.